# Siège du fort Crozon
 (octobre 2012).
Si vous disposez d'ouvrages ou d'articles de référence ou si vous connaissez des sites web de qualité traitant du thème abordé ici, merci de compléter l'article en donnant les références utiles à sa vérifiabilité et en les liant à la section « Notes et références ».
Guerre anglo-espagnole (1585-1604)
Batailles
- San Juan de Ulúa
- Saint-Domingue
- Carthagène des Indes (en)
- Saint-Augustine
- Puerto Caballos (1er) (en)
- San Mateo (en)
- Guadeloupe (en)
- San Juan (1re) (en)
- Pinos (en)
- San Juan (2e) (en)
- Portobello (en)
- Puerto Caballos (2e) (en)

Açores et îles Canaries :
- Bataille des Açores
- Île Terceira
- Flores
- Las Palmas (en)
- Ferrol - Açores (en)

Eaux européennes :
- Cadix (1er)
- Calais - Gravelines
- La Corogne - Lisbonne
- Détroit de Gibraltar (1er) (en)
- Détroit de Gibraltar (2e) (en)
- Berlengas (en)
- Golfe d'Almería (en)
- Golfe de Gascogne (en)
- Cornouailles
- Cadix (2e)
- Sesimbra (en)
- Dover Strait (en)
- Golfe de Cadix (en)

Allemagne et Pays-Bas :
- Mons
- Goes
- Haarlem
- Schoonhoven (en)
- Gembloux
- Rijmenam
- Noordhorn
- Eindhoven (en)
- Arnhem (en)
- Zutphen
- L'Écluse (en)
- Berg-op-Zoom
- Rheinberg (en)
- Breda
- Deventer
- Groenlo (1er)
- Lippe (en)
- Turnhout
- Bredevoort (en)
- Groenlo (2e)
- Nieuport
- Ostende

France :
- Arques
- Paris
- Rouen
- Craon
- Blaye
- Fort Crozon
- Le Catelet
- Doullens
- Calais (2e) (en)
- Amiens

Irlande :
- Carrigafoyle
- Smerwick (en)
- Côte ouest irlandaise
- Kinsale
- Castlehaven (en)

Le siège du fort Crozon (ou fort El Leon), fut une opération de la guerre anglo-espagnole menée par une armée franco-anglaise contre ce fort espagnol situé dans la presqu'île de Crozon, à la pointe des Espagnols, entre octobre et novembre 1594. Le fort (appelé El Leon par les Espagnols) était très bien situé, et avait été construit en préparation d'un futur siège de Brest. La garnison était composée de 400 Espagnols, et était opposée à une armée franco-anglaise de plus de 8 000 hommes. La défense épique de cette garnison contre une armée beaucoup plus nombreuse, n'était pas sans rappeler le siège de Castelnuovo, les défenseurs y subissant le même sort que ceux du fort Crozon.

## Préparatifs
Le fort fut construit selon les plans de l'ingénieur Rojas. Les compagnies se relayant dans la construction, la recherche de nourriture et la défense. Pedro de Zubiaur (en) arrive par la suite avec 12 navires et débarque du matériel, qui accélère la construction du fort, en particulier la partie où la péninsule rejoint la terre ferme, et la création en 26 jours de deux bastions en forme de tenaille avec entre les deux, le pont-levis.
Philippe-Emmanuel de Lorraine demanda de détruire le fort, mais Juan d'Aguila refusa, lui expliquant que des navires anglais se trouvaient dans les parages, mais à ce moment-là, le fort disposait déjà de deux couleuvrines de 18 et deux de 6, amenées par la flotte de Zubiaur. Tomé Paredes fut nommé commandant de la garnison du fort, avec sa compagnie, celle de Diego de Aller et celle de Pedro Ortiz Dogaleño, avec pour mission d'achever la construction du fort.

## Le siège
Le fort n'était pas terminé quand l'armée ennemie se présenta devant ses murs. Elle était composée de 3 000 Français, sous les ordres du baron de Molac, 3 000 anglais sous les ordres de John Norreys, 300 arquebusiers à cheval, 400 gentilshommes, 700 marins anglais avec Martin Frobisher et les milices et l'artillerie de Brest sous les ordres de René de Rieux, seigneur de Sourdéac. 
L'armée assiégeante, dirigée par le maréchal d'Aumont, et appuyée par Sourdéac, commença à ouvrir les tranchées le 11 octobre, appuyée depuis la mer par des navires anglais et hollandais. Les soldats alliés souffrirent beaucoup de l'artillerie pendant l'installation des gabions. Ils durent également faire face aux sorties des Espagnols des différents bastions, de jour comme de nuit, tant que les forces ne furent pas définitivement positionnées, et les 12 pièces d'artillerie lourde mises en place. Le feu continu de ces pièces commença à combler le fossé avec de la terre et des débris. À ce moment, les Français attaquèrent le bastion de droite, et les Anglais celui de gauche. Le combat dura 3 heures, au bout desquelles, les assaillants se retirèrent avec de lourdes pertes, qui s'alourdirent avec l'incendie des réserves de poudre de leur batterie. Ils durent attendre le ravitaillement de Brest avant de poursuivre, temps qui fut mis à profit par les espagnols pour construire de nouvelles palissades, réparer les bastions, ce qui provoqua de très lourdes pertes aux franco-anglais lors de leur deuxième attaque. Au moment de leur repli, les Espagnols firent une sortie, et ils les poursuivirent jusqu'à leur batterie, clouèrent trois canons, et revinrent vers les fossés avant que le baron de Molac ne puisse réagir, n'ayant perdu que 11 hommes lors de leur sortie.
Le feu de la batterie décrut légèrement. Mais la poudre et les munitions commençaient à manquer dans le fort, des hommes furent envoyés pour chercher des renforts. Juan d'Aguila décida d'en envoyer, malgré les efforts de Philippe-Emmanuel de Lorraine pour l'éviter. Il se mit en route, hésitant car il ne disposait pas de cavalerie, avec 4 000 fantassins et deux pièces d'artillerie, mais il dut contourner une grande force de cavalerie qui lui barrait la route, et n'arriva donc que trop tard pour secourir le fort.
Le 18 novembre, le fort fut à nouveau attaqué, de l'aube jusqu'au crépuscule, les colonnes d'attaque se relevant les unes les autres. L'une d'elles était formée par les marins anglais, commandés par Martin Frobisher. Juan d'Aguila n'était plus qu'à 4 lieues du fort, et il serait présent le lendemain, prenant les assaillants entre deux feux.
Les Franco-Anglais firent donc un effort suprême, et lancèrent 3 nouveaux assauts. Au cours du dernier, un boulet de canon tua Tomé Paredes, qui défendait la brèche. Ils firent également exploser une mine, qui leur facilita l'accès au fort au soir du 19 novembre. Dans les derniers assauts, les espagnols ne disposaient plus de munitions.
Mais ce fut finalement par traîtrise que les assiégeants finirent par pénétrer dans le fort, à l'aide d'un faux drapeau blanc pour parlementer. Ils approchèrent du bastion à la nuit tombante, où se trouvait un enseigne, dernier officier encore vivant.
« Presque tous les Espagnols périrent » précise Louis-Guillaume Moreau, qui rajoute : « Le siège de Crozon [en fait du fort de Crozon] fut le plus glorieux et le plus terrible qui eut lieu en Bretagne sous la Ligue ».
« La joye que tout le peuple ressent de la grande défaite des Espaignols et de la prise de Crozon est si grande, que le bruit en retentit de tous costez » écrivent les députés des États de Bretagne au Roi.

## Conséquences
Aucun quartier ne fut accordé, pas même aux femmes et aux enfants pourtant nombreux. Seuls neuf soldats en réchappèrent, en se dissimulant parmi les morts, et quatre en se laissant glisser par les rochers en direction de la mer. Les pertes anglo-françaises s'élevèrent à 3 000 hommes à cause des maladies, et 3 000 autres dues aux combats.
Les Anglais perdirent Martin Frobisher et Daudels, les Français le maréchal Liscoet, le seigneur de Romegon mort dans la même brèche que Paredes, les capitaines Lesurau, de Kerdunau et Lestregat. D'autres gentilshommes étant blessés également.
La défense épique des Espagnols suscita l'admiration de leurs ennemis. Charles Ier d'Aumale ordonna que le corps de Paredes soit enterré dans l'église de Brest, avec celui du seigneur de Romegon.
Juan d'Aguila se trouvait à 2 lieues du fort, lorsque celui-ci tomba. Il avait laissé en arrière son artillerie pour avancer plus rapidement. Les rares survivants qu'il recueillit lui apprirent ce qui s'était passé.
Le chef de guerre Yves du Liscouët fut tué le 30 novembre 1594 lors du siège devant le fort de Crozon.